# قسط أبيض الأزهار
قسط أبيض الأزهار (الاسم العلمي:Costus leucanthus) هو نوع من النباتات يتبع جنس القسط من الفصيلة القسطية.